# Puto kondarensis
Puto kondarensis är en insektsart som först beskrevs av Borchsenius 1948.  Puto kondarensis ingår i släktet Puto och familjen ullsköldlöss. Inga underarter finns listade i Catalogue of Life.